# Draft d'expansion NBA 1967
La draft d'expansion NBA 1967 est le troisième projet d'expansion de la National Basketball Association (NBA), avant la saison 1967-1968, lors de l'extension de la ligue à douze franchises. Elle s'est tenue le 1er mai 1967 pour permettre aux Rockets de San Diego et SuperSonics de Seattle de sélectionner des joueurs pour débuter la saison.
Les Rockets ont déménagé à Houston, dans le Texas, en 1971 et sont actuellement connus sous le nom de Rockets de Houston. Les SuperSonics ont déménagé à Oklahoma City en 2008 et sont actuellement connus sous le nom de Thunder d'Oklahoma City. Dans cette draft d’expansion, les nouvelles équipes de la NBA sont autorisées à acquérir des joueurs des équipes déjà établies dans la ligue. Tous les joueurs d’une équipe existante ne sont pas disponibles lors d’une draft d’expansion, puisque chaque équipe peut protéger un certain nombre de joueurs pour la sélection. Les Rockets et les SuperSonics ont alors sélectionné quinze joueurs non protégés chacun, tandis que les dix autres équipes de la NBA ont perdu trois joueurs chacun.
Les Rockets ont été fondées par Robert Breitbard. Le nom de Rockets a été choisi parce qu’il reflète la croissance des industries de l’ère spatiale dans la ville ainsi que le thème de la ville "une ville en mouvement". L’ancien entraîneur des Royals de Cincinnati et des Zephyrs de Chicago, Jack McMahon, a été nommé premier entraîneur principal et manager général de la franchise. Les sélections des Rockets incluent le triple All-Star Johnny Green. Dix joueurs de la draft d’expansion ont rejoint les Rockets pour leur saison inaugurale, mais seulement cinq ont joué plus d’une saison pour la franchise. Don Kojis, qui a joué trois saisons avec les Rockets, a été nommé au NBA All-Star Game 1968, devenant le premier All-Star de la franchise.
Les SuperSonics ont été fondés par un groupe d’investisseurs dirigé par Sam Schulman et Eugene Klein. Schulman a ensuite été président de l’équipe et chef des opérations basket-ball. Il a embauché l’ancien entraîneur adjoint des Bulls de Chicago, Al Bianchi, pour devenir le premier entraîneur principal de la franchise. Les sélections des SuperSonics comprennent Richie Guerin, six fois All-Star, et Tom Meschery, All-Star également. Guerin, qui était l’entraîneur-joueur des Hawks de Saint-Louis lorsque les SuperSonics l’ont choisi, a décidé prendre sa retraite en tant que joueur et est devenu l'entraîneur à temps plein pour les Hawks. Il n’a jamais joué pour les SuperSonics, même s’il est revenu de sa retraite pour jouer avec les Hawks. Neuf joueurs de la draft d’expansion se sont joints aux SuperSonics pour leur saison inaugurale, mais seulement quatre ont joué plus d’une saison pour la franchise. Walt Hazzard, qui n’a joué qu’une saison avec les SuperSonics, a été nommé au NBA All-Star Game 1968, devenant le premier All-Star de la franchise.

## Sélections
| * | Signale un joueur qui a été sélectionné pour au moins un match annuel NBA All-Star Game et une récompense annuelle All-NBA Team |
| + | Signale un joueur qui a été sélectionné pour au moins un match annuel NBA All-Star Game                                         |

### Rockets de San Diego
| Joueur          | Poste          | Nationalité | Équipe précédente         | Années d'expérience en NBA | Saisons avec la franchise | Réf.   |
| --------------- | -------------- | ----------- | ------------------------- | -------------------------- | ------------------------- | ------ |
| Jim Barnett     | Arrière Ailier | États-Unis  | Celtics de Boston         | 1                          | 1967-1970                 | [ 7 ]  |
| John Barnhill   | Meneur Arrière | États-Unis  | Bullets de Baltimore      | 5                          | 1967-1968                 | [ 8 ]  |
| John Block+     | Ailier Pivot   | États-Unis  | Lakers de Los Angeles     | 1                          | 1967-1971                 | [ 9 ]  |
| Henry Finkel    | Pivot          | États-Unis  | Lakers de Los Angeles     | 1                          | 1967-1969                 | [ 10 ] |
| Dave Gambee     | Ailier         | États-Unis  | 76ers de Philadelphie     | 9                          | 1967-1968                 | [ 11 ] |
| Johnny Green+   | Ailier Pivot   | États-Unis  | Bullets de Baltimore      | 8                          | 1967-1968                 | [ 12 ] |
| Toby Kimball    | Ailier Pivot   | États-Unis  | Celtics de Boston         | 1                          | 1967-1971                 | [ 13 ] |
| Don Kojis+      | Ailier         | États-Unis  | Bulls de Chicago          | 4                          | 1967-1970                 | [ 14 ] |
| Freddie Lewis   | Meneur         | États-Unis  | Royals de Cincinnati      | 1                          | —                         | [ 15 ] |
| Jon McGlocklin+ | Arrière Ailier | États-Unis  | Royals de Cincinnati      | 2                          | 1967-1968                 | [ 16 ] |
| Wayne Molis     | Pivot          | États-Unis  | Knicks de New York        | 1                          | —                         | [ 17 ] |
| Paul Neumann    | Meneur         | États-Unis  | Warriors de San Francisco | 6                          | —                         | [ 18 ] |
| Chico Vaughn    | Meneur Arrière | États-Unis  | Pistons de Détroit        | 5                          | —                         | [ 19 ] |
| Gerry Ward      | Meneur         | États-Unis  | Bulls de Chicago          | 4                          | —                         | [ 20 ] |
| Jim Ware        | Ailier         | États-Unis  | Royals de Cincinnati      | 1                          | 1967-1968                 | [ 21 ] |

### SuperSonics de Seattle
| Joueur         | Poste          | Nationalité | Équipe précédente         | Années d'expérience en NBA | Saisons avec la franchise | Réf.   |
| -------------- | -------------- | ----------- | ------------------------- | -------------------------- | ------------------------- | ------ |
| Henry Akin     | Ailier Pivot   | États-Unis  | Knicks de New York        | 1                          | 1967-1968                 | [ 22 ] |
| Nate Bowman    | Pivot          | États-Unis  | 76ers de Philadelphie     | 1                          | —                         | [ 23 ] |
| Dave Deutsch   | Arrière        | États-Unis  | Knicks de New York        | 1                          | —                         | [ 24 ] |
| Richie Guerin* | Arrière        | États-Unis  | Hawks de St. Louis        | 11                         | —                         | [ 25 ] |
| Walt Hazzard+  | Arrière        | États-Unis  | Lakers de Los Angeles     | 3                          | 1967-1968                 | [ 26 ] |
| Tommy Kron     | Arrière        | États-Unis  | Hawks de St. Louis        | 1                          | 1967-1969                 | [ 27 ] |
| Tom Meschery+  | Ailier         | États-Unis  | Warriors de San Francisco | 6                          | 1967-1971                 | [ 28 ] |
| Dorie Murrey   | Ailier Pivot   | États-Unis  | Pistons de Détroit        | 1                          | 1967-1970                 | [ 29 ] |
| Bud Olsen      | Ailier Pivot   | États-Unis  | Warriors de San Francisco | 1                          | 1967-1968                 | [ 30 ] |
| Ron Reed       | Ailier         | États-Unis  | Pistons de Détroit        | 2                          | —                         | [ 31 ] |
| Rod Thorn      | Arrière        | États-Unis  | Hawks de St. Louis        | 4                          | 1967-1971                 | [ 32 ] |
| Ben Warley     | Arrière Ailier | États-Unis  | Bullets de Baltimore      | 5                          | —                         | [ 33 ] |
| Ron Watts      | Ailier         | États-Unis  | Celtics de Boston         | 2                          | —                         | [ 34 ] |
| Bob Weiss      | Arrière        | États-Unis  | 76ers de Philadelphie     | 2                          | 1967-1968                 | [ 35 ] |
| George Wilson  | Pivot          | États-Unis  | Bulls de Chicago          | 3                          | 1967-1968                 | [ 36 ] |